# 乌兰乌苏站
乌兰乌苏站是位于中华人民共和国新疆维吾尔自治区伊犁哈薩克自治州沙湾县乌兰乌苏乡的一个铁路车站，邮政编码832021。车站建于1988年，有北疆铁路经过该站，现不办理客货运业务，车站及其上下行区间均为电气化区段。车站距离乌鲁木齐站159公里，隶属中国铁路乌鲁木齐局集团，是五等站。